# Azis
Azis, nascido Vasil Troyanov Boyanov (Sliven, 7 de março de 1978) é um cantor búlgaro de chalga.

## Biografia
Azis passou a infância em Kostinbrod e Sófia. Em 1989, após a queda do comunismo na Bulgária, se mudou com a família para a Alemanha. Lá, nasceram seus irmãos Matilda e Ryan. Azis se casou com Nikolay Petrov Parvanov em 1 de outubro de 2006. O casamento não foi reconhecido legalmente pelas leis búlgaras. Sua filha, Raya, nasceu em 5 de agosto de 2007. A mãe biológica, Gala, é amiga de longa data de Azis. Em 2008, Azis e Parvanov se separaram amigavelmente.
Em 2005 competiu sem sucesso nas eleição parlamentamentares como membro do partido EuroRoma.
Em 2006 Azis interpretou, com Mariana Popova, a canção Let Me Cry, no Festival Eurovisão da Canção, chegando a semi-final.
Tem colaborado com outros cantores de chalga como Gloria, Malina, Sofi Marinova, Toni Storaro, bem como a cantora sérvia Indira Radić e com os rappers búlgaros Ustata e Vanko.

## Discografia

### Álbuns
- 1999: Bolka
- 2000: Măžete Săšto Plačat
- 2001: Sălzi
- 2002: AZIS 2002
- 2003: Na Golo
- 2004: Kraljat
- 2004: Zaedno
- 2005: Azis
- 2006: Diva
- 2011: Gadna Poroda

### EP
- 2003: Целувай ме
- 2004: Kak Boli

### Compilações
- 2002: The Best
- 2005: Duets
- 2007: The Best 2